# Catherina – Gräfin von Armagnac
„Catherina – Gräfin von Armagnac und ihre beiden Liebhaber“ war Karl Gustav Vollmoellers erstes Theaterstück. Das Stück, ein Versdrama, gehört zu den bedeutenden „fast … einzigen Beispielen symbolistischen Theaters in Deutschland“. (Edward Jaime) 

## Premieren
Das Stück erschien 1903 im Verlag S.Fischer – Berlin und hatte am 6. März 1905 am Carltheater in Wien seine Uraufführung sowie am 22. Dezember 1905 seine Deutschlandpremiere am Wilhelma-Theater in Stuttgart. Am 9. Dezember 1907 folgte die Premiere in den Kammerspielen Berlin. 

## Vorgeschichte
Vorabdruck der „Catherina“ 1901 mit Unterstützung Stefan Georges in den ‚Blättern für die Kunst‘. Hugo von Hofmannsthal in einem Brief vom 18. Juni 1902 an Stefan George: „Nun knüpft sich hier gut an, dass mir eine Erscheinung der „Blätter“ die lebhafteste Bewunderung und Theilnahme abgenötigt hat: Herr Karl Vollmöller durch sein ‚dramatisches Fragment‘ … die tiefste Gabe des dramatischen Schaffens: die Situation aus dem Herzen der Figuren heraus zu fühlen, ist ihm verliehen und ich erwarte mit der stärksten Begierde eine nächste Arbeit von ihm.“ Arthur Schnitzler und Josef Kainz setzten durch, dass das Versdrama 1905 in Wien uraufgeführt wurde.

## Inhalt
„Catherina“ spielt zur Zeit des Hundertjährigen Kriegs zwischen England und Frankreich, um die Wende vom 14. zum 15. Jahrhundert, in Paris, Frankreich. Die Frau des Marschalls von Frankreich hat sich in den französischen Kronprinzen verliebt. Als ihr Mann, der Graf von Armagnac, dies erkennt, tötet er den Prinzen, indem er ihn eigenhändig enthauptet. Das blutige Haupt bringt er seiner Frau. Diese hat, um ihr Verhältnis mit dem Prinzen zu verschleiern und um dessen Leben nicht zu gefährden, einen Ritter namens Tristan in den Burgpalast gelockt. Dieser ist aus Liebe zu ihr bereit, sich für sie töten zu lassen. Nachdem Catherina jedoch erfährt, dass ihr Geliebter, der Kronprinz bereits getötet wurde, will sie nicht auch noch das Leben des Ritters gefährden, und schickt diesen unter dem Vorwand, die gemeinsame Flucht vorzubereiten, fort. Dann stürzt sie sich gemeinsam mit dem blutigen Haupt des toten Geliebten aus dem Fenster der Burg in den Tod.
Vollmoeller hat seine Geschichte zur Zeit König Karls VI. und Königin Isabeaus angesiedelt. Der eifersüchtig-böse Graf von Armagnac war Bernard VII. d’Armagnac, dessen Frau Bonne de Berry. Der Jehan des Stücks war Jean de Valois, duc de Touraine. Der Vater von Catherina (Bonne) de Berry war Johann von Berry. Als Mäzen und Kunstsammler ließ er durch die Brüder Limburg die Illustration des Stundenbuchs (Très Riches Heures) anfertigen.
Vollmoeller schuf unter Zuhilfenahme symbolistischer Techniken – rascher Wechsel von Stimmungen, Augenblicksempfindungen und Impressionen – dieses Musterbeispiel symbolistischen Dramas. Im Mittelpunkt seiner „Catherina“ steht nicht der handelnde, sondern der sein Schicksal erleidende Mensch. Zur Ausgestaltung der symbolträchtigen Situationen nutzte Vollmoeller die Stilmittel der unbewussten Seelenzustände, der Träume, der spontanen Assoziationen und Gedankenketten. Damit setzte er die Strategie des Symbolismus: verinnerlichtes Erzählen, erlebte Rede sowie inneren Monolog perfekt um. Der Dominanz von Wort und Aktion des klassisch-realistischen Dramas setzt seine „Catherina“ die Ausdruckskraft gestischer Momente, den „dialogue du second degré“, entgegen.

## Rezeption
In Deutschland kam der von Frankreich ausgehende Symbolismus außer bei Vollmoeller und Rainer Maria Rilke nie voll zur Entfaltung. Am erbittertsten rang Rainer Maria Rilke in seinen Gedichten sowie Vollmoeller in seinen frühen Dramen mit der reinen Kunstauffassung Mallarmés. Als Vertreter der symbolistischen Avantgarde machte sich Vollmoeller schnell bedeutende Feinde. Seine „Catherina“ fungierte dabei als eine Art Brennglas, über welches Befürworter und Kritiker des symbolistischen Theaters einen erbitterten Stellungskampf führten. Während Befürworter wie Edward Jaime schrieben: „Stefan George hat das zeitgenössische Theater nicht geliebt … Dafür hat sich in seinem Kreise einer der bedeutendsten Dramatiker der Jahrhundertwende gebildet (Karl Vollmoeller) … Seine Dramen sind fast die einzigen Beispiele symbolistischen Theaters in Deutschland geblieben. George hat Vollmoellers Szenenaufbau sehr gelobt.“, meint der den Kritikern zuzurechnende Julius Bab: „Eine besondere Beachtung verdient nur etwa Vollmoeller … So hat Vollmoellers starkes Oberflächentalent begeisterte Verehrer gefunden, vor allem seine Catharina, Gräfin von Armagnac! … die an schönen Einzelheiten reiche Dichtung ist, auf ihren dramatischen Formwert hin betrachtet, ein von lyrischen Überwucherungen erdrücktes Balladendrama.“ Der Germanist Friedrich von der Leyen dagegen schrieb: „seine Katharina von Armagnac war an Klang und berauschender Schönheit den frühen Dichtungen Hofmannsthals ebenbürtig: die Wirkungen des Theaters kostete es schon beherzter und rücksichtsloser aus.“ Rudolf Lothar, ein Theaterkritiker äußerte sich positiv: „Dieses Anklingenlassen von Empfindungen … beherrscht Vollmoeller ausgezeichnet. Er weiß … mit der Wortwiederholung zu hämmern … Dieser Romantiker ist vor allem ein Künstler der Stilisierung … Die Figuren … sind seltsam farbig beleuchtete Schatten der dunklen Szene des Seins. Er gibt uns Dichtungen, gewebt aus Träumen und Ahnungen, er stürzt uns in einen purpurfarbenen Rausch … In diesem Drama … ist Lyrik und Dramatik so ineinander verschlungen, daß sie untrennbar sind. Die Stimmungskunst … ist bis zur Virtuosität entwickelt.“ Alfred Kerr lobte und kritisierte in der „Schaubühne“ (Die Weltbühne): „Vollmoeller entfaltet … den Überreichtum seiner Mittel, die betäubende Fülle dessen, was die Lyrik der Musik und Malerei, den Präraffaeliten oder einem Beardsley zu verdanken hat. .. Und fehlt schließlich nicht noch ein Letztes, um den Rausch der Überrumpelung vollkommen zu machen: fehlt hier nicht noch die Musik, fehlt nicht – Wagner? … Vollmoellers „Catherina von Armagnac“ beginnt als Drama und klingt in ein berauschendes Musikstück aus, dem zur letzte Vollendung nur noch „Musik“ fehlt.“